# Maimonides

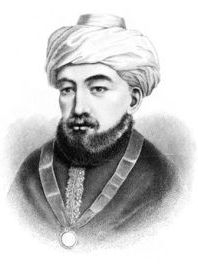
Moses Maimonides utseende fritt tolkat, gissningsvis någon gång på 1800-talet.

Moses Maimonides, född 1135 eller 1138 i Córdoba, död 13 december 1204, i Fustat, då en förstad till Kairo, i Egypten var en judisk rättslärd och läkare. Han räknas som en av de främsta rabbinerna och filosoferna inom judisk tradition.
Namnet Maimonides, eller fullständigare Moses Maimonides, är grekiskt. Under sin egen samtid var han främst känd under sitt arabiska eller hebreiska namn, Abu Imran Musa bin Maimun ibn Abdallah al-Qurtubi al-Israili (أبو عمران موسى بن ميمون بن عبد الله القرطبي الإسرائيلي) respektive Moshe ben Maimun, Mose Maimuns son, med den rabbinska akronymen RamBam (רמב"ם).

## Biografi
Maimonides föddes i spanska Córdoba där hans fader, Maimun, var verksam som domare, hebreiska dayan, vid en rabbinsk domstol, Beth din. Efter Córdobas fall och almohadernas övertagande av makten 1148 tvingades Maimonides familj att undfly sina nya härskare på grund av religionsförföljelse och utvandrade till Nordafrika där man ofta flyttade omkring från plats till plats. Vi vet att Maimonides levde större delen av sitt liv i Nordafrika och Egypten. Om hans barndom och tidiga ungdomsår finns lite kännedom.
Maimonides var en mångsidig personlighet, som ägnade sitt liv åt att fördjupa sig i judendomens religiösa skrifter, Torah och Talmud. Genom sin lärdom och kunnighet lyckades han förmedla och sammanställa judendomens teologi och praxis, så att även lekmän och mindre bildade personer kunde förstå judendomen. Som exempel på detta kan verket Mishneh Torah, omnämnas. Han skrev även kommentarer till andra rabbiners verk och var påverkad av medeltidens filosofiska strömningar. Han hade en vetenskaplig syn på sekulär forskning. Detta yttrade sig särskilt inom medicinens område. Han var även verksam som läkare och kom senare i sitt liv att arbeta som läkare vid sultanens hov i Fustat (Kairo, Egypten).
Fadern gav honom både en sekulär bildning i bland annat läkekonst, astronomi, etc. och en religiös utbildning i enlighet med judendomens traditioner. Inom familjen fanns många inflytelserika rabbiner sedan lång tid tillbaka både på faderns och moderns släktsida. Mycket lite är känt om Maimonides liv framtill dess att han slog sig ner i Fustat år 1168.
År 1165 gjorde Maimonides en pilgrimsresa till Palestina, då under korsfararnas välde, där han besökte de heliga platserna, däribland patriarkernas grotta i Hebron. Han tackade även vid detta tillfälle Gud för att han hade undkommit tvångskonvertering, vilket står omnämnt i ett bevarat brev. Under större delen av sitt liv hade han möjlighet att ägna sig åt studier fullt ut, eftersom hans stora familj försörjdes av en bror, som var framgångsrik köpman. När denne omkom under en storm till havs blev Maimonides tvungen att försörja familjen. Vid denna tid hade Maimonides blivit ett välkänt namn både inom den muslimska och kristna världen.
I Kairo verkade han som religiöst överhuvud för den judiska församlingen samtidigt som försörjde sig som läkare hos sultanens vesir. Hans skrev också flera medicinska skrifter, bl.a. en traktat om astma. Ett brev (1199) till vännen och hans översättare Samuel Ibn Tibbon finns bevarat som beskriver Maimonides liv som läkare där.

## Litterär produktion
För att förenkla studiet av Talmud för den genomsnittligt bildade juden framställde han hela den judiska läran på ett förenklat sätt. Han kallade detta verk för Mishneh Torah som han påbörjade vid 23 års ålder och färdigställde den 10 år senare. Verket är en så kallade halakhisk lagsamling. Maimonides kom dock att revidera den gång på gång under sin levnad. Han skrev även en kommentarer till Mishna. I sitt filosofiska huvudverk Vägvisare för den villrådige (Översatt från arab. till engelska av M Friedländer: The Guide for the Perplexed, 1904) försökte han visa att den aristoteliska filosofin är förenlig med den judiska tron. Hans skrifter utövade ett stort inflytande, bland annat på Thomas av Aquino. I sitt filosofiska tänkande var han djupt inspirerad av islamisk filosofi (kalam)som vid denna tid utövade stort inflytande på både kristna och judiska tänkare.

## Sammanfattande kronologi
- 1135 eller 1138 Moses Maimonides föds den 30 mars, på erev Pésach. Modern dör i samband med förlossningen.
- 1135-1147 Fadern, rabbinen Maimon gifter om sig och Moses får ytterligare tre syskon; brodern David och två systrar.
- 1147 Familjen måste fly från Córdoba i samband med att almohaderna intar staden.
- 1151 Familjen flyr från Alméria efter att almohaderna avancerat fram till denna stad.
- 1151-1158 Familjen flyttar omkring i Spanien. Maimonides skriver en avhandling om grekisk logik och dess terminologi efter Aristoteles. Författar en inledning till den hebreiska kalendern. Studerar geonim, de stora rabbinerna. Samlar sin faders och sin läromästarens anteckningar.
- 1158 Maimonides skriver Siraj, kommentaren till Mishnah.
- 1159 Familjen flyttar till Fez.
- 1160 Maimonides skriver ett av sina brev till uppmuntran och tröst till de judiska församlingar vilka är utsatta för religiös förföljelse.
- 1162 Maimonides skriver sin berömda epistel om sin syn på avfällighet från judendomen. Det är bättre att anta islam för att rädda sina liv och utöva judendomen i hemlighet.
- 1165 Maimonides arresteras av islamiska myndigheter för misstanke om att utöva judendom. Familjen flyr från Fez till Ceuta där de går ombord på en båt till det heliga landet. Den muslimska auktoriteten i Féz avrättar rabbin ibn Shoshan, ledaren för den judiska församlingen i Fez.
- 1166 Familjen flyttar till Alexandria och kort därefter till Fustat (Kairo).
- 1168 Kommentaren till Mishna skrivs färdigt.
- 1170 Sefer ha Mitzvot skrivs färdigt. Påbörjar Mishneh Torah.
- 1172 Skriver det berömda brevet till de förtryckta judarna i Jemen. Uppmuntrar dem till att hålla fast vid sin religion.
- 1174 Maimonides bror David omkommer i en storm till havs.
- 1175 Äktenskap mellan Maimonides och dottern till rabbin Mishael haLevi i Fustat.
- 1176-1184 Datum okänt. Maimonides första barn, en dotter föds. Hon dör några år senare.
- 1177 Maimonides erhåller titeln rabbin.
- 1180 Mishneh Torah skrivs färdigt.
- 1186 Maimonides son, Abraham föds.
- 1187 Maimonides blir Egyptens överrabbin. Han blir läkare vid sultanens hov samma år. Påbörjar det filosofiska arbetet Vägledning för de Villrådiga, Moré nebuchim.
- 1190 Arbetet med Moré nebuchim är färdigt.
- 1190-1191 Maimonides redogör i en epistel sin syn på uppståndelsen.
- 1195 Flera franska rabbiner börjar brevväxla med Maimondes.
- 1204 Moses Maimonides avlider. Ibn Tibbon översättning av Moré nebuchim är färdig.

OBS! Kronologin framtill 1168 är mycket osäker.

## Tretton trosläror
Maimonides skrev även ett antal trosartiklar i sin kommentar till Talmudtraktaten [Sanhedrin]. Den innehåller 13 principer som sammanfattar den judiska religionen och kan liknas vid en trosbekännelse. Judendomen har i traditionell bemärkelse inga längre trosbekännelser än vad som uttrycks i shema Israel "Hör Israel, Herren, din Gud, Herren är En" (5 Mos. 6:4). Maimonides trosartiklar ska förstås i sin rätta kontext, då den för det första var ett önskemål från Maimonides sida, vad han ville att hans församlingsmedlemmar skulle bekänna sig till. Den andra anledningen är att den polemiserar mot kristendomen och islam. Texten finns även medtagen i den judiska bönboken både som text och i melodi (Yigdal). Detta är en ytterst förenklad sammanfattning av artiklarnas innebörd på svenska:
1. Tron på att Gud existerar som alltings Skapare.
2. Tron på att Gud är En enda Enhet. (monoteism)
3. Tron på att Gud är okroppslig.
4. Tron på att Gud till sitt väsen är evig.
5. Tron på att Gud är den ende som är värdig att tillbedjas.
6. Tron på att allt som talats av Profeterna är sanning.
7. Tron på att Mose var den störste av Profeterna.
8. Tron på att Toran (de 5 Moseböckerna) såsom den finns idag, är densamma som gavs åt Profeten Mose.
9. Tron på att Toran aldrig kommer att bytas ut mot någon annan uppenbarelse.
10. Tron på att Gud känner människans handlingar och tankar.
11. Tron på att Gud belönar och bestraffar den som håller eller överträder Hans bud (mitzvot).
12. Tron på att Messias ska komma.
13. Tron på att de döda ska återuppstå.

## Filosofiska föreställningar
Maimonides var på grund av sina filosofiska åsikter, vilka ibland inkräktade på den traditionella judendomens uppfattningar i olika sakfrågor, inte helt uppskattad av samtida och efterlevande rabbiner. En kontrovers uppstod redan under Maimonides livstid. Den främsta anledningen till kritiken av hans läror bottnade i deras rationella filosofi, som ibland kunde ifrågasätta den traditionella föreställningen, särskilt i teologiska frågor. Maimonides föreställning om själen och de dödas uppståndelse i den messianska tiden gav upphov till stor debatt och polemik. Kritiska skolor och enskilda personer som kritiserade hans tänkande och slutsatser uppstod. Dessa kallades antingen för maimonister eller antimaimonister.